# Xã Sharon, Quận Fayette, Illinois
Xã Sharon (tiếng Anh: Sharon Township) là một xã thuộc quận Fayette, tiểu bang Illinois, Hoa Kỳ. Năm 2010, dân số của xã này là 2.441 người.